# Beate Kowalski
Beate Kowalski (* 1965) ist eine deutsche römisch-katholische Theologin.

## Leben
Von 1984 bis 1990 studierte sie katholische Theologie, Geschichte, Philosophie und Pädagogik an der Ruhr-Universität Bochum. Nach der Promotion 1995 in Bochum und der Habilitation 2003 in Innsbruck lehrt seit 2008 als Professorin für Exegese und Theologie des Neuen Testaments an der TU Dortmund. Sie unterrichtete an den Universitäten Bochum (1990–1995), Koblenz (2006–2008), Limerick (2004–2006), München (2002–2003), Paderborn (2003–2004), Passau (2004) und Siegen (1996–2000). Als Gastprofessorin (Erasmus) hielt sie Vorlesungen in Birmingham (2016/2017), Jerusalem (2005/2006), Malta (2018), Thrissur (2015) und Warschau (2009).
Ihre Forschungsinteressen sind biblische Intertextualität, das Johannesevangelium, Offenbarung des Johannes und biblische Spiritualität.

## Werke (Auswahl)
- als Herausgeberin: Unsere Trauer wandelst du in Freude. Hilfen für Totengebet und Begräbnisfeiern (= Feiern mit der Bibel. Band 3). Verlag Katholisches Bibelwerk, Stuttgart 1996, ISBN 3-460-08003-5.
- Die Hirtenrede (Joh 10, 1–18) im Kontext des Johannesevangeliums (= Stuttgarter biblische Beiträge. Band 31). Verlag Katholisches Bibelwerk, Stuttgart 1996, ISBN 3-460-00311-1 (zugleich Dissertation, Bochum 1995).
- als Herausgeberin: Sammle meine Tränen in einem Krug. Predigten und Meditationen zu Psalmen für Begräbnisfeiern (= Feiern mit der Bibel. Band 10). Verlag Katholisches Bibelwerk, Stuttgart 2000, ISBN 3-460-08010-8.
- Die Rezeption des Propheten Ezechiel in der Offenbarung des Johannes (= Stuttgarter biblische Beiträge. Band 52). Verlag Katholisches Bibelwerk, Stuttgart 2004, ISBN 3-460-00311-1 (zugleich Habilitationsschrift, Innsbruck 2003).
- als Herausgeberin mit Richard Höffner und Joseph Verheyden: Peter Dschulnigg: Studien zu Einleitungsfragen und zur Theologie und Exegese des Neuen Testaments. Gesammelte Aufsätze  (= Biblical tools and studies. Band 9). Peeters, Leuven/Paris/Walpole 2010, ISBN 90-429-2279-6.
- mit Michaela Christine Hastetter: Die Johannespassion von Arvo Pärt. kbw Bibelwerk, Stuttgart 2015, ISBN 3-460-08603-3.